# Willi Ziegler
Willi Ziegler (* 13. März 1929 in Villingen, Hessen; † 8. August 2002) war ein deutscher Geologe und Paläontologe. Er war 1980 bis 1995 Direktor der Senckenberg Gesellschaft für Naturforschung und des Naturmuseums Senckenberg in Frankfurt am Main.

## Leben
Ziegler war der Sohn eines Bergmanns und machte 1949 in Gießen das Abitur. Er studierte ab 1950 Geologie in Köln und an der Universität Marburg, wobei er auch in Frankfurt am Main 1953/54 bei Rudolf Richter Paläontologie hörte, und schloss das Studium als Diplom-Geologe ab. 1956 wurde er in Marburg bei Carl Walter Kockel (1898–1966) zum Dr. phil. promoviert (Dissertation: Die Conodonten Stratigraphie vom Unter-Ems bis zum Unter-Givet). Zuvor hatte Heinz Beckmann 1953 auf die Möglichkeit der Stratigraphie im Devon und Karbon mit Conodonten hingewiesen. Gleichzeitig mit Ziegler promovierte darüber in Marburg Günther Bischoff (1928–1999) und die Conodonten-Forschung und Stratigraphie war auch später ein Schwerpunktthema in Marburg. 1958 kam Ziegler zum Geologischen Landesamt von Nordrhein-Westfalen nach Krefeld, wo er ein Conodonten-Labor aufbaute und im Sauerland kartierte. 1962 habilitierte er sich in Bonn, ebenfalls über Conodonten des Oberdevon und begann seine Lehrtätigkeit als Privatdozent und außerplanmäßiger Professor an der Universität Bonn bis 1968. 1965/66 war er Gastprofessor an der University of Texas at Austin. 1968 wurde er Wissenschaftlicher Rat und 1971 Professor für Geologie und Paläontologie an der Universität Marburg. Dort untersuchte er Conodonten mit dem Rasterelektronenmikroskop und begann ab 1973, den Catalogue of Conodonts herauszugeben. 1972/73 war er Dekan seines Fachbereichs. 1980 wurde er Direktor des Natur-Museums und Forschungsinstituts Senckenberg in Frankfurt am Main. Er lebte in Hungen und ging 1995 in den Ruhestand.
Mit Ziegler wurde der seit Richter bestehende Schwerpunkt der Devon-Forschung (besonders in der Eifel) des Senckenberg Museums um die Möglichkeiten der Feinstratigraphie mit Conodonten, die heute Standard-Leitfossilien der Feinstratigraphie im Devon sind, erweitert. Das führte auch zu einer verstärkten internationalen Ausrichtung des Senckenberg Museums in den 1970er Jahren.
1970 bis 1980 stand er der deutschen Subkommission für Devon-Stratigraphie vor und 1976 bis 1984 der Internationalen Subkommission. 1984 bis 1992 war er Vizepräsident (1. Vice-Chairman) der International Commission on Stratigraphy (ICS) der IUGS. In dieser Zeit (1981/82) wurde der GSSP für das Eifelium in dem von Richter untersuchten Wetteldorfer Richtschnitt festgelegt. 1975 bis 1990 war er in der Senatskommission der Deutschen Forschungsgemeinschaft (DFG) für Geowissenschaftliche Gemeinschaftsprojekte (Geo-Kommission), von 1978 bis 1985 als Vorsitzender. Für die DFG war er auch maßgeblich an der Kontaktknüpfung in die Sowjetunion, nach Polen und China beteiligt. Er war im Leitungsgremium der Alfred-Wegener-Stiftung. Er war Mitglied der Academia Europaea.
Er befasste sich insbesondere mit der Devon Stratigraphie mit Conodonten als Leitfossilien.

## Ehrungen
- 1974 Alexandr-H. Dumont Medaille der belgischen geologischen Gesellschaft
- 1985 Coke Medal der Geological Society of London
- 1988 Pander Medal der Pander Society
- 1990 Bundesverdienstkreuz 1. Klasse
- 1993 Goetheplakette der Stadt Frankfurt am Main
- 1995 Hessischer Verdienstorden[1]
- 1995 Goldene Senckenberg Medaille
- 1997 Ehrenmitglied der Paläontologischen Gesellschaft, deren stellvertretender Vorsitzender er 1972 bis 1973 war
- 1998 Goethe-Plakette des Landes Hessen
- 1999 Cretzschmar Medaille der Senckenbergischen Naturforschenden Gesellschaft

## Buchveröffentlichungen (Auswahl)
- als Herausgeber: Francis Leroy: Mikrokosmos. Einblicke in die Welt der Zellen (= Kleine Senckenberg-Reihe. Nr. 19). W. Kramer, Frankfurt am Main 1991, ISBN 3-7829-1088-5.